# دوأب (جمع أبرود)
دوأب (بالفارسية: دوآب) هي قرية تقع في إيران في قسم جمع أبرود الريفي. يقدر عدد سكانها بـ 28 نسمة بحسب إحصاء 2016.